# Harmothoe viridis
Harmothoe viridis är en ringmaskart som beskrevs av Loshamn 1981. Harmothoe viridis ingår i släktet Harmothoe och familjen Polynoidae. Arten är reproducerande i Sverige. Inga underarter finns listade i Catalogue of Life.